# Giselakreuz

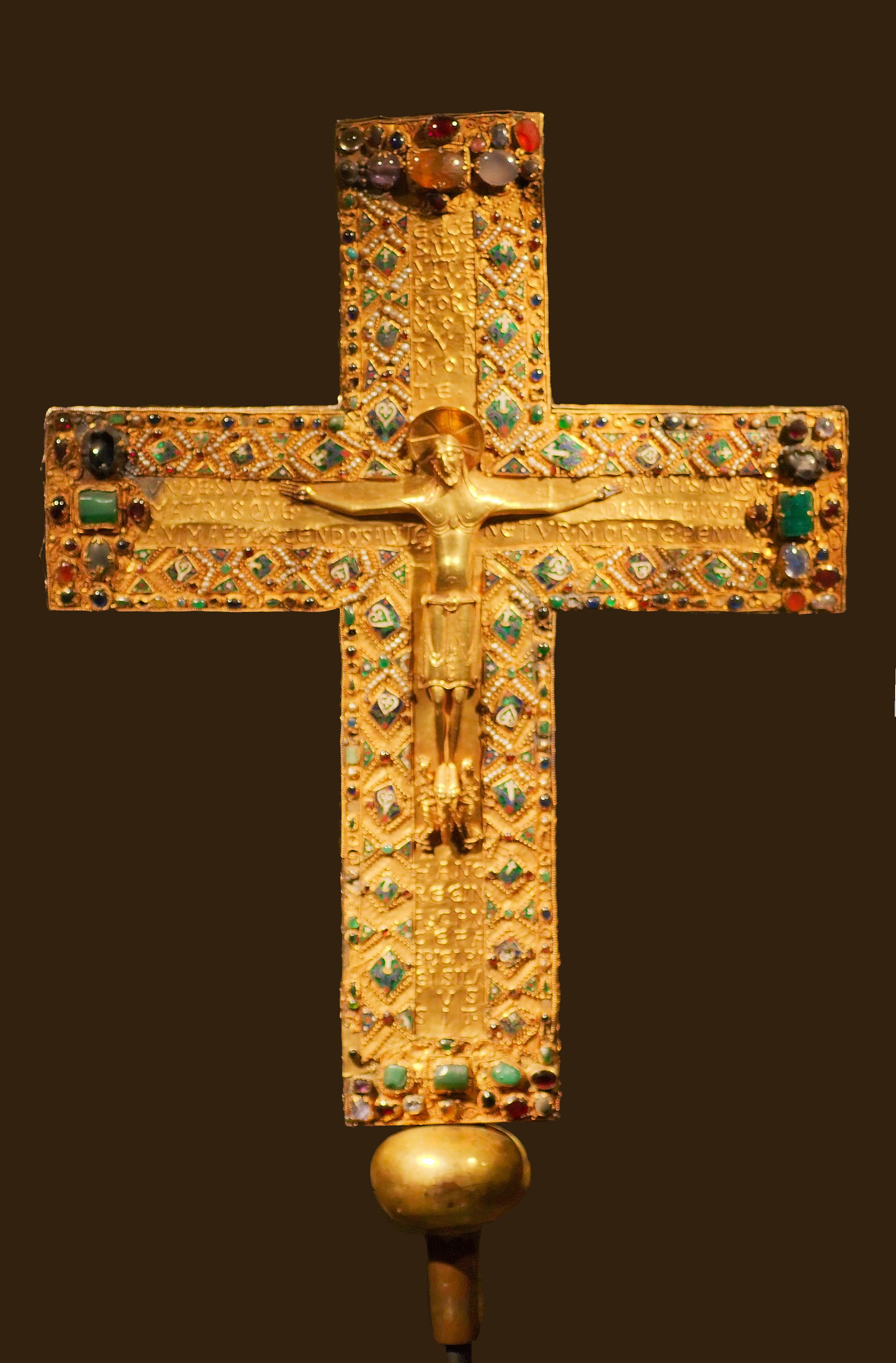
Giselakreuz, Schatzkammer der Münchner Residenz, Vorderseite

Das Giselakreuz ist ein mit Goldblech verkleidetes Holzkreuz, das Königin Gisela von Ungarn für ihre 1006 verstorbene Mutter Gisela von Burgund, Herzogin von Bayern, dem Kloster Niedermünster in Regensburg stiftete. Es gilt als eines der besten Werke ottonischer Goldschmiedekunst.

## Beschreibung
Das Kreuz ist 44,5 cm hoch und 32 cm breit. Es besteht im Kern aus Eichenholz, das mit Goldblech verkleidet ist. Die Randborten der Vorderseite sind mit Perlen, Edelsteinen und in Zellenschmelztechnik hergestellten Emailarbeiten besetzt. Bei den über 200 kleinen Emailplättchen auf Vorder- und Rückseite handelte es sich um eine Wiederverwendung, möglicherweise waren diese ursprünglich auf einem Prunkgewand aufgenäht.  Auf der Vorderseite wurden später an den vier Enden der Kreuzbalken edelsteinbesetzte Fragmente anderer Goldschmiedearbeiten angebracht.
Die goldgetriebene Christusfigur enthält im Inneren Kreuz- oder Passionsreliquien. Zu beiden Seiten der Fußstütze des Gekreuzigten sind die gekrönte Gisela von Ungarn und ihre Mutter dargestellt. 
Der nicht von der Figur eingenommene Raum zwischen den Randborten trägt eine lateinische Majuskel-Inschrift, die über Stifterin und Stiftungsanlass Auskunft gibt und so das Kreuz als Memorialstiftung charakterisiert. 
- (Oben:) ECCE SALVS VITE P(ER) QVA(M) MORS MORTUA MORTE 
 Seht das Heil des Lebens, durch das der Tod des Todes starb.
- (Links:) VNDE SVAE MATRISQVE ANIMAE POSCENDO SALVTE(M) 
 Daher hat, um für ihre und ihrer Mutter Seele das Heil zu erbitten,
- (Unten:) HANC REGINA CRVCE(M) FABRICARI GISILA IVSSIT 
 die Königin Gisela dies Kreuz anfertigen lassen.
- (Rechts:) QVAM SIQVIS DEMIT HINC DA(M)NETVR MORTE P(ER)ENNI 
 Wer es von hier [d. h. vom Grab, für das es gestiftet wurde,] wegnimmt, soll zum ewigen Tode verdammt sein.[2]

### Rückseite und Kanten
Die Rückseite des Kreuzes zeigt eine der Vorderseite vergleichbare Randgestaltung aus Emails und Perlen, eine kürzere Inschrift sowie auf gepunztem Grund durch Punktierlinien „gezeichnete“ Darstellungen des Gekreuzigten zwischen den vier Evangelistensymbolen. An den Schmalkanten schließlich läuft eine dritte, teilweise zerstörte Inschrift um.
- (Rückseite:) HANC CRVCE(M) GISILA[6] DEVOTA REGINA AD TVMVLV(M) SVE MATRIS GISILE DONARE CVRAVIT 
 Gisela, die fromme Königin, war besorgt, dieses Kreuz für das Grab ihrer Mutter Gisela zu stiften.
- (Kanten:) ... (CRVC)EM DOMINI CHRISTI SVB HONORE SACRATAM ANGELICI CIVES QVAM CHRISTI CO(LVNT) GLORIFICANT STIPANT VENERANTVR ADORANT ... 
 ... das Kreuz des Herrn Christus, unter Ehren geheiligt, das die engelhaften Bürger pflegen, verherrlichen, umdrängen, verehren, anbeten, ...[2]

## Datierung und Provenienz
Das Kreuz wurde nach 1006/1007 oder möglicherweise erst nach 1038 wohl in Regensburg hergestellt und im dortigen Kloster Niedermünster, der Begräbnisstätte von Gisela von Burgund, aufbewahrt. Es gelangte nach der Säkularisation zunächst (1811) in die Reiche Kapelle der Münchner Residenz, 1938 in die Schatzkammer der Reichen Kapelle und befindet sich seit 1958 in der Schatzkammer der Residenz.